# Selección de baloncesto de Belice
La selección de baloncesto de Belice es el equipo formado por jugadores de nacionalidad beliceña que representa a la Asociación Nacional de Baloncesto de Belice en las competiciones internacionales organizadas por la Federación Internacional de Baloncesto (FIBA) o el Comité Olímpico Internacional (COI): los Juegos Olímpicos, la Copa Mundial de Baloncesto y el Campeonato FIBA Américas.

## Historia
El equipo tiene poca o ninguna experiencia internacional. Su primera gran victoria en el juego internacional se produjo en casa en el Campeonato de Baloncesto del Caribe de 1998, celebrado en el Centro Cívico de la Ciudad de Belice, Belice. Belice quedó séptima de ocho equipos en el Centrobasket de 1999 en La Habana después de ganar sólo un juego a pesar de jugar muy igualado todo el tiempo. En un compromiso de regreso en el Campeonato CBC 2000 en Barbados, Belice quedó en cuarto lugar. Poco después, Belice se mudó a la región centroamericana y ganó el campeonato de los Juegos Centroamericanos de 2001. El equipo no ha logrado duplicar este éxito, y más recientemente terminó con un récord de 2-4 en el Campeonato COCABA de 2006.
El equipo terminó segundo en el Campeonato FIBA COCABA 2009 en Cancún, México, donde terminó 3-0 en el juego de grupo a pesar de las acusaciones de alinear jugadores no elegibles. FIBA decidió tratar los juegos de la Selección Nacional de Belice como no oficiales e inicialmente decidió descalificarlos de la competencia por tener más de un ciudadano naturalizado en su equipo. Belice ganó una apelación ante el Tribunal de Arbitraje Deportivo en abril de 2010; los jugadores en cuestión son beliceños por ascendencia, no por naturalización.
Belice ganó su primer partido en el Centrobasket, derrotando a Trinidad y Tobago, pero perdió duramente ante México en una revancha de la final del Campeonato FIBA COCABA. Una dura victoria sobre Cuba puso a Belice en posición de avanzar, pero cayó ante Puerto Rico en su último partido y no pudo clasificarse.

## Historial

### Copa Mundial
Resultado General: No ocupa puesto
| Copa Mundial de Baloncesto |
| --- |
| - 1950: No calificó - 1954: No calificó - 1959: No calificó - 1963: No calificó - 1967: No calificó - 1970: No calificó - 1974: No calificó - 1978: No calificó - 1982: No calificó - 1986: No calificó - 1990: No calificó - 1994: No calificó - 1998: No calificó - 2002: No calificó - 2006: No calificó - 2010: No calificó - 2014: No calificó - 2019: No calificó - 2023: No calificó - 2027: TBD |

### Juegos Olímpicos
| Baloncesto en los Juegos Olímpicos |
| --- |
| - Berlín 1936: No calificó - Londres 1948: No calificó - Helsinki 1952: No calificó - Melbourne 1956: No calificó - Roma 1960: No calificó - Tokio 1964: No calificó - México 1968: No calificó - Múnich 1972: No calificó - Montreal 1976: No calificó - Moscú 1980: No calificó - Los Ángeles 1984: No calificó - Seúl 1988: No calificó - Barcelona 1992: No calificó - Atlanta 1996: No calificó - Sídney 2000: No calificó - Atenas 2004: No calificó - Pekín 2008: No calificó - Londres 2012: No calificó - Río 2016: No calificó - Tokio 2020: No calificó - París 2024: No calificó |

### Campeonato FIBA Américas
| - 1980: No calificó - 1984: No calificó - 1988: No calificó - 1989: No calificó - 1992: No calificó - 1993: No calificó - 1995: No calificó - 1997: No calificó - 1999: No calificó - 2001: No calificó - 2003: No calificó - 2005: No calificó - 2007: No calificó - 2009: No calificó - 2011: No calificó - 2013: No calificó - 2015: No calificó - 2017: No calificó - 2022: No calificó - 2025: ? |

### Centrobasket
| - 1965: No calificó - 1967: No calificó - 1969: No calificó - 1971: No calificó - 1973: No calificó - 1975: No calificó - 1977: No calificó - 1981: No calificó - 1985: No calificó - 1987: No calificó - 1989: No calificó - 1991: No calificó - 1993: No calificó - 1995: No calificó - 1997: No calificó - 1999: 7° Lugar - 2001: No calificó - 2003: No calificó - 2004: No calificó - 2006: No calificó - 2008: No calificó - 2010: 7° Lugar - 2012: No calificó - 2014: No calificó - 2016: No calificó |

## Palmarés
- Juegos Deportivos Centroamericanos:
  -   Campeón (1): 2001

- Campeonato CBC:
  -   Campeón (1): 1998

- Campeonato FIBA COCABA:
  -  Subcampeón (1): 2009
  -  Tercer lugar (1): 2006